# Timo Werner
Timo Werner (sinh ngày 6 tháng 3 năm 1996) là một cầu thủ bóng đá chuyên nghiệp người Đức hiện đang thi đấu ở vị trí tiền đạo cho câu lạc bộ RB Leipzig tại Bundesliga và Đội tuyển bóng đá quốc gia Đức.
Werner trưởng thành từ học viện đào tạo trẻ của VfB Stuttgart. Năm 2013, anh trở thành cầu thủ trẻ nhất ra sân cho Stuttgart trong một trận đấu chính thức và sau đó cũng trở thành cầu thủ trẻ nhất ghi bàn cho câu lạc bộ. Anh đã có hơn 100 trận đấu cho Stuttgart trước khi gia nhập câu lạc bộ RB Leipzig vào năm 2016 với mức phí kỷ lục của câu lạc bộ khi đó là 10 triệu €. Qua các mùa giải của mình với hai câu lạc bộ, Werner phá một số kỷ lục là cầu thủ trẻ nhất đạt đến cột mốc 50, 100, 150 và 200 lần ra sân ở Bundesliga (hai cột mốc đầu đã bị phá vỡ bởi Kai Havertz) và là cầu thủ trẻ nhất ghi được hai bàn thắng trong một trận đấu tại giải đấu cao nhất ở Đức. Tháng 7 năm 2020, Werner chuyển đến Anh thi đấu cho Chelsea.
Ở các cấp đội đội tuyển trẻ của Đức, Werner đã ghi đến 34 bàn sau 48 lần ra sân ở các cấp độ tuổi khác nhau. Anh ra mắt đôi tuyển quốc gia Đức vào năm 2017 và trong cùng năm đó đã cùng đội tuyển giành được Cúp Liên đoàn các châu lục 2017, tại giải này Werner đã có ba bàn thắng và giành được giải thưởng Chiếc giày vàng của giải đấu. Một năm sau đó, anh cùng đội tuyển Đức tham dự World Cup 2018.

## Sự nghiệp câu lạc bộ

### VfB Stuttgart

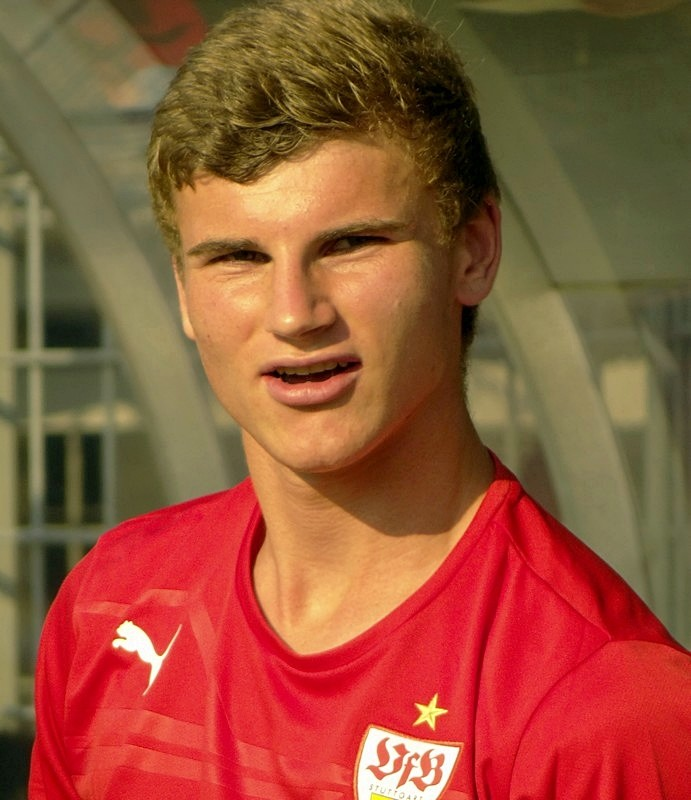
Werner đã ghi 14 bàn sau 103 lần ra sân trong thời gian ở Stuttgart.

Tốt nghiệp học viện của VfB Stuttgart, Werner đại diện cho câu lạc bộ ở các cấp độ trẻ khác nhau. Trong mùa giải 2012 - 2013, anh được thăng lên đội U-19 mặc dù chỉ mới mười sáu tuổi vào thời điểm đó. Anh đã ghi được 24 bàn thắng trong giả đấu và được khen thưởng vì phong độ khi giành được Huy chương Vàng U-17 Fritz Walter năm 2013.
Anh đã ra mắt trong đội hình chính vào cuối năm đó trong một trận đấu vòng loại UEFA Europa League 2013 với PFC Botev Plovdiv. Sau khi đạt được thành tích trên, anh đã trở thành cầu thủ trẻ nhất từng chơi trong một trận đấu chính thức cho Stuttgart ở tuổi 17, bốn tháng và 25 ngày, phá vỡ kỷ lục trước đó do Gerhard Poschner nắm giữ. Trong những tuần tiếp theo, anh cũng trở thành cầu thủ trẻ nhất của Stuttgart tại Bundesliga và DFB Pokal, và là cầu thủ trẻ nhất ghi bàn cho Stuttgart sau khi ghi bàn thắng đầu tiên cho câu lạc bộ vào lưới Eintracht Frankfurt. Anh đã phá vỡ một kỷ lục khác vào ngày 10 tháng 11 khi anh lập cú đúp trong chiến thắng 3-1 trước SC Freiburg, qua đó trở thành cầu thủ trẻ nhất trong lịch sử Bundesliga ghi hai bàn trong một trận đấu.
Vào sinh nhật lần thứ 18 của mình, Werner đã ký hợp đồng chuyên nghiệp cho đến tháng 6 năm 2018 với VfB Stuttgart. Anh đã ghi được 13 bàn thắng sau 95 lần ra sân, trong thời gian đó Werner trở thành cầu thủ trẻ nhất có 50 lần ra sân ở Bundesliga trong lịch sử của giải. Kỷ lục sau đó đã bị phá vỡ bởi Kai Havertz vào năm 2018. Stuttgart đã xuống hạng vào tháng 5 năm 2016 khiến anh gia nhập câu lạc bộ mới được thăng chức RB Leipzig vào tháng sau.

### RB Leipzig
Vào ngày 11 tháng 6 năm 2016, Werner đã đồng ý một hợp đồng bốn năm với RB Leipzig với mức phí chuyển nhượng được thông báo là 10 triệu euro, lớn nhất trong lịch sử câu lạc bộ RB Leipzig.

#### 2016-17
Ngày 17 tháng 9 năm 2016, Werner có những bàn thắng đầu tiên trong màu áo Leipzig với cú đúp vào lưới Hamburg sau khi vào sân từ ghế dự bị để đem về chiến thắng 4-0. Vào ngày 26 tháng 9, anh trở thành cầu thủ trẻ nhất có 100 trận đấu tại Bundesliga khi anh ra sân trong trận đấu với FC Köln ở tuổi 20 và 203 ngày. Anh đã phá vỡ kỷ lục mà Julian Draxler nắm giữ trước đó sau 22 ngày, mặc dù sau đó kỷ lục này lại bị Kai Havertz vượt qua vào năm 2019. Ngày 6 tháng 11, anh ghi hai bàn ngay trong hiệp 1 vào lưới Mainz 05 trong chiến thắng 3-1 của Leipzig. Anh có tiếp một cú đúp nữa vào ngày 25 tháng 11 trong trận thắng SC Freiburg 4-1.
Ngày 3 tháng 12 năm 2016, trên sân Red Bull Arena, ngay trong pha bóng đầu tiên trận đấu với Schalke 04, Werner xâm nhập vòng cấm đội khách rỗi ngã xuống mà không hề va chạm. Werner sau đó trực tiếp sút thành công quả phạt 11 mét, mở ra chiến thắng 2-1 cho Leipzig. Chính điều này đã khiến Werner phải hứng chịu một làn sóng chỉ trích mạnh mẽ và rất lâu sau đó các khán đài ở Đức vẫn luôn có những tiếng la ó và huýt sáo hướng về phía Werner, tới mức Leipzig phải mời chuyên gia tâm lý giúp tiền đạo trẻ này giữ được sự cân bằng. Tuy nhiên Werner không bị tác động nhiều và sau khi tịt ngòi ở trận đấu với Ingolstadt diễn ra ngay sau trận đấu với Schalke, Werner đã "nổ súng" trở lại ở chiến thắng 2-0 trước Hertha Berlin, cùng màn trình diễn đỉnh cao. Anh tiếp tục ghi bàn vào lưới Hertha Berlin trong trận lượt về ngày 6 tháng 5 và đó là pha lập công thứ 18 và 19 của anh trong mùa giải. Vòng đấu sau đó, anh lại có một cú đúp nữa, đem lại lợi thế dẫn bàn 4-2 trước đội đầu bảng Bayern München nhưng cuối cùng Leipzig lại để thua ngược 4-5.
Werner kết thúc mùa giải 2016 - 2017 Bundesliga với 21 bàn thắng và 5 pha kiến tạo, giúp anh trở thành cầu thủ người Đức ghi bàn nhiều nhất tại giải đấu hàng đầu nước Đức trong mùa giải này và cũng giúp RB Leipzig lần đầu tiên giành quyền tham dự UEFA Champions League trong lịch sử câu lạc bộ với vị trí á quân tại Bundesliga ngay trong năm đầu tiên lên hạng.

#### 2017-18
Vào tháng 3 năm 2018, trong trận đấu với câu lạc bộ cũ của mình, Stuttgart, Werner đã trở thành cầu thủ trẻ nhất đạt được cột mốc 150 lần ra sân Bundesliga, làm lu mờ kỷ lục trước đó do Charly Korbel nắm giữ. Cuối tháng đó, anh đã giúp Leipzig đánh bại Bayern Munich lần đầu tiên khi anh ghi bàn ấn định chiến thắng 2-1. Cuối cùng anh đã có được 13 bàn thắng và 7 lần kiến tạo trong mùa giải.

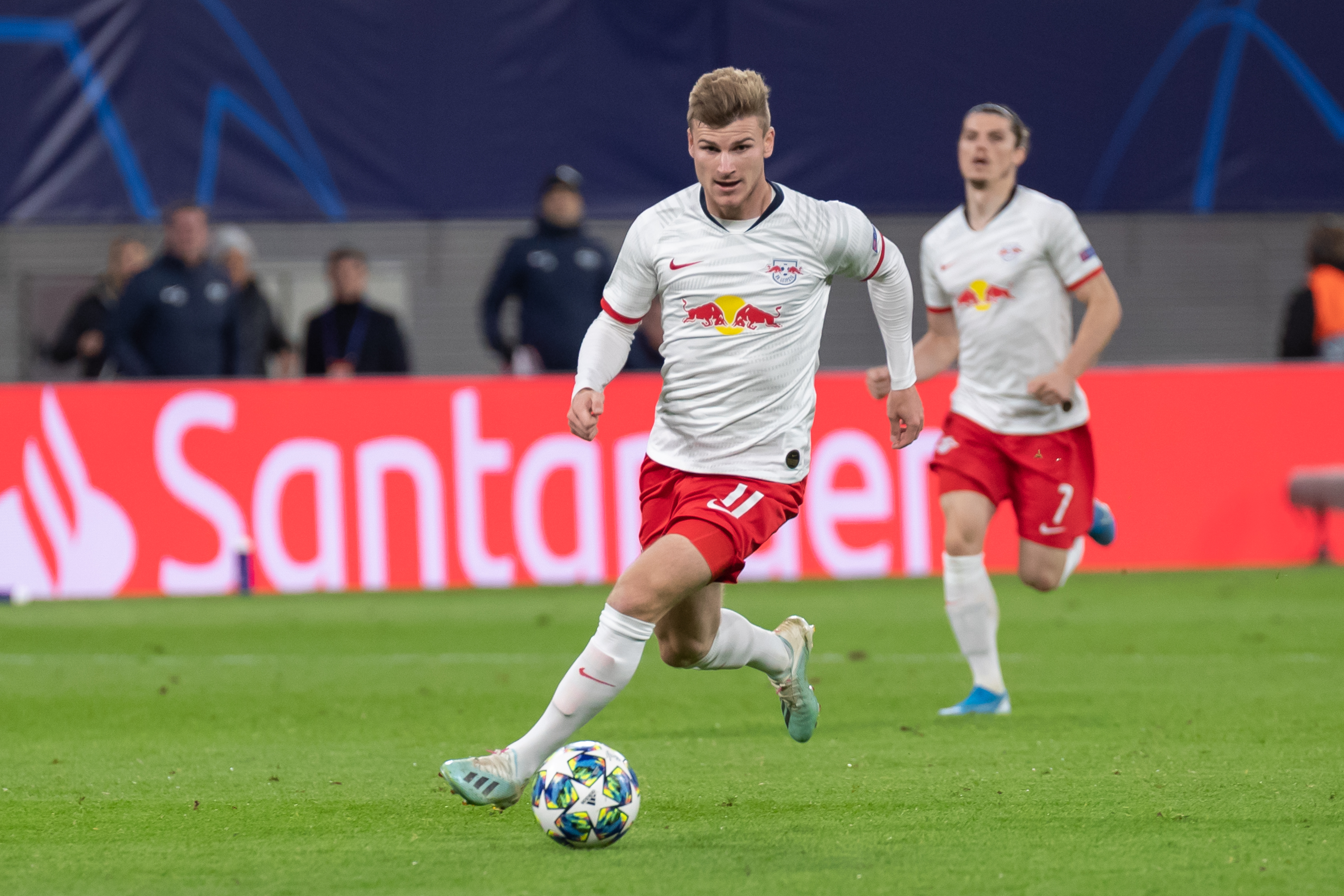
Werner với RB Leipzig năm 2019

Vào ngày 7 tháng 10 năm 2018, Werner đã ghi hai bàn thắng trong chiến thắng 6-0 trước Nürnberg, trong đó bàn đầu tiên là bàn thắng thứ 50 tại Bundesliga của anh. Kết quả này cũng là chiến thắng lớn nhất từ trước đến nay của RB Leipzig trong giải. Tháng tiếp theo, anh đã ghi hai bàn trong chiến thắng 3-0 trước Hertha BSC và bằng cách đó đã ghi lại cú đúp thứ mười trong sự nghiệp. Werner đã đạt được cột mốc 10 bàn thắng trong mùa giải vào ngày 16 tháng 12 sau khi ghi hai bàn trong chiến thắng 4-1 trước Mainz 05. Cú đúp của Werner trước Mainz là cú đúp thứ năm của anh trong giải đấu, nghĩa là vào giai đoạn đó của mùa giải mỗi khi anh ghi bàn trong một trận đấu, anh tiếp tục ghi một cú đúp. Vào ngày 27 tháng 1 năm 2019, anh đã ra sân lần thứ 100 cho RB Leipzig, khi Werner ra sân ngay từ đầu trong trận thắng 4-0 trước Fortuna Düsseldorf. Werner đã trở thành cầu thủ đầu tiên ghi được 50 bàn thắng tại Bundesliga cho câu lạc bộ vào ngày 4 tháng 5 khi ghi một bàn và kiến tạo một bàn khác trong trận hòa 3-3 với Mainz.

#### 2019-20
Leipzig mở màn Bundesliga mùa giải 2019-20 bằng chiến thắng đậm 4-0 trước Union Berlin trong đó Werner là người nâng tỉ số lên 3-0. Anh lập cú hat-trick đầu tiên của mình tại Bundesliga trong chiến thắng 3-1 trước Borussia Mönchengladbach vào ngày 30 tháng 8 năm 2019. Tại lượt trận đầu tiên bảng G UEFA Champions League 2019-20, Werner hoàn thành cú đúp trong vòng 9 phút giúp Leipzig đánh bại chủ nhà Benfica 2-1. Ngày 5 tháng 10, anh có lần thứ 100 ra sân cho Leipzig tại Bundesliga trong trận hòa 1-1 với Bayer Leverkusen.
Ngày 2 tháng 11, Werner lại lập một hat-trick nữa tại Bundesiga và có ba pha kiến tạo giúp cho Leipzig giành chiến thắng 8-0 trước Mainz, chiến thắng lớn nhất của câu lạc bộ tại Bundesliga. Một tuần sau đó, anh lại tỏa sáng trong trận thắng Hertha Berlin 4-2 với một cú đúp bàn thắng và một kiến tạo. Vào ngày 23 tháng 11, Werner trở thành cầu thủ trẻ nhất đạt đến cột mốc 200 lần ra sân tại Bundesliga. Ngày 10 tháng 12, anh ghi bàn bằng một quả phạt đền trong trận hòa 2-2 với Lyon, và Leipzig bước vào vòng knock-out Champions League với vị trí nhất bảng.
Ngày 17 tháng 12, Werner lập một cú đúp trong vòng 6 phút đầu hiệp 2 để giúp Leipzig gỡ hòa 2-2 sau hiệp 1 bị Borussia Dortmund dẫn trước. Chung cuộc hai đội hòa nhau 3-3. Ngày 18 tháng 1 năm 2020, anh có được bàn thắng thứ 20 tại Bundesliga 2019-20 sau cú đúp vào lưới Union Berlin. Ngày 19 tháng 2, anh ghi bàn thắng từ chấm phạt đền mang về chiến thắng 1-0 cho Leipzig ngay trên sân của Tottenham ở lượt đi vòng 1/8 Champions League.
Ngày 24 tháng 5, Werner ghi bàn trở lại kể từ tháng 2 với một cú hattrick vào lưới Mainz tại Bundesliga, đội bóng mà anh cũng đã làm được điều tương tự trong trận lượt đi. Ngày 1 tháng 6, anh là một trong 4 cầu thủ Leipzig ghi bàn trong trận thắng Köln 4-1 và đây cũng là bàn thắng thứ 25 của Werner tại Bundesliga mùa này. Trong trận đấu cuối cùng của mình cho Leipzig ngày 27 tháng 6 năm 2020, Werner ghi cả hai bàn thắng giúp đội bóng của anh đánh bại Augsburg 2-1 đảm bảo vị trí thứ ba tại Bundesliga. Hai bàn thắng này cũng giúp anh vượt qua Daniel Frahn để trở thành tay săn bàn hàng đầu trong lịch sử Leipzig với 95 bàn thắng. Do Werner đã trở thành cầu thủ của Chelsea từ 1 tháng 7, anh quyết định từ chối không thi đấu tiếp cho Leipzig các trận đấu tại Champions League vào tháng 8 tại Lisbon để có thời gian tập trung cho đội bóng mới.

### Chelsea
Vào ngày 18 tháng 6 năm 2020, Werner đồng ý gia nhập Chelsea sau khi đội bóng Anh chấp nhận bỏ ra 47.5 triệu £ để giải phóng hợp đồng của anh với Leipzig. Anh ký hợp đồng năm năm với Chelsea, lĩnh lương 11,3 triệu $ mỗi năm. Anh ghi bàn ngay trong trận đấu đầu tiên cho Chelsea, trận giao hữu trước thềm mùa giải mới hòa Brighton 1-1.

#### 2020-21
Ngày 14 tháng 9, Werner có trận đấu đầu tiên tại Premier League và gặp lại chính đối thủ Brighton. Anh mang về quả phạt đền mở tỷ số giúp Chelsea thắng chung cuộc 3–1 nhưng chưa thể ghi bàn dù có tổng cộng 5 cú sút, nhiều nhất trong số các cầu thủ trên sân. Ngày 29 tháng 9, Werner có bàn thắng đầu tiên cho Chelsea trong một trận đấu chính thức với cú sút mở tỉ số trận đấu vòng 4 Cúp EFL gặp Tottenham Hotspur. Tuy nhiên Chelsea bị loại sau khi trận đấu kết thúc 1-1 sau 90 phút và thua 5–4 trên loạt sút luân lưu. Phải đến vòng 5 Premier League 2020-21 ngày 17 tháng 10, Werner mới mở tài khoản bàn thắng tại giải đấu này bằng cú đúp vào lưới Southampton giúp Chelsea dẫn trước 2-0. Anh còn có đường chuyền thành bàn cho đồng hương Kai Havertz nhưng Chelsea vẫn không thể giành được trọn vẹn 3 điểm.
Vào ngày 15 tháng 2 năm 2021, Werner ghi bàn trong chiến thắng 2–0 trước Newcastle United tại Premier League và chấm dứt cơn khô hạn bàn thắng kéo dài 14 trận tại giải đấu. Vào ngày 5 tháng 5, anh ghi bàn bàn thắng đầu tiên trong chiến thắng 2–0 trước Real Madrid, để giúp đội của anh ấy giành một suất tham dự trận chung kết Champions League với đội bóng đồng hương ở Premier League Manchester City. Vào ngày 29 tháng 5, anh ấy đã giành chức vô địch Champions League đầu tiên sau khi Chelsea đánh bại Manchester City trong trận chung kết ở Porto.
Werner bắt đầu mùa giải 2021–22 trong trận đấu Trận tranh Siêu cúp UEFA 2021 gặp Villarreal vào ngày 11 tháng 8 năm 2021, và sau trận hòa 1-1 sau hiệp phụ, Chelsea giành chiến thắng loạt sút luân lưu 6–5. Anh ghi bàn thắng đầu tiên trong mùa giải trong trận đấu với Aston Villa ở Carabao Cup. Trận đấu kết thúc với tỷ số 1–1 sau thời gian thi đấu chính thức và Chelsea cuối cùng thắng 4–3 trên chấm phạt đền. Bàn thắng đầu tiên của anh ấy ở Premier League trong mùa giải đến vào ngày 2 tháng 10 trong chiến thắng 3-1 trước Southampton. Vào ngày 8 tháng 12 năm 2021, Werner đã ghi bàn thắng nhanh nhất cho Chelsea trong lịch sử Champions League của họ, chỉ sau 82 giây trước FC Zenit. Anh ấy cũng ghi bàn thắng thứ hai trong trận hòa 3–3 ở Saint Petersburg. Ngày 12 tháng 4 năm 2022, anh ghi bàn thắng thứ ba giúp Chelsea dẫn trước 3–0 trước Real Madrid trong trận lượt về tứ kết Champions League tại Sân vận động Santiago Bernabéu; tuy nhiên, Real Madrid đã ghi được một bàn thắng sau đó, rồi một bàn thắng khác trong hiệp phụ, để cuối cùng giành quyền vào bán kết với chiến thắng chung cuộc 5–4.

### Trở lại RB Leipzig
Vào ngày 9 tháng 8 năm 2022, Werner tái ký hợp đồng với câu lạc bộ Bundesliga RB Leipzig theo hợp đồng bốn năm với mức phí được báo cáo là 25,3 triệu bảng. Vào ngày 13 tháng 8, Werner có trận ra mắt trở lại trong trận hòa 2–2 trước 1. FC Köln. Anh ấy cũng ghi bàn, tung một cú sút chìm từ bên ngoài vòng cấm vào thủ môn Köln Marvin Schwäbe, người đã để bóng vuột qua tay mang về bàn mở tỷ số cho Leipzig ở phút thứ 36. Vào ngày 1 tháng 10 năm 2022, Werner ghi một cú đúp vào lưới Bochum để ghi bàn thứ 100 trong sự nghiệp và bàn thắng thứ 101 sau 169 trận trên mọi đấu trường cho RB Leipzig. Điều này khiến anh ấy trở thành cầu thủ đầu tiên ghi bàn thắng trong một thế kỷ cho câu lạc bộ.
Vào ngày 2 tháng 11 năm 2022, Werner bị chấn thương mắt cá và phải được thay ra trong chiến thắng 4–0 Champions League của Leipzig trước Shakhtar Donetsk, trận đấu chứng kiến đội của anh bị loại khỏi Giải vô địch bóng đá thế giới 2022 ở Qatar cho Đức. Vào ngày 15 tháng 4 năm 2023, Werner lập một cú đúp trong chiến thắng 3–2 của RB Leipzig trước Augsburg. Bàn thắng thứ hai của anh ấy là bàn thắng thứ 100 tại Bundesliga.

## Sự nghiệp quốc tế

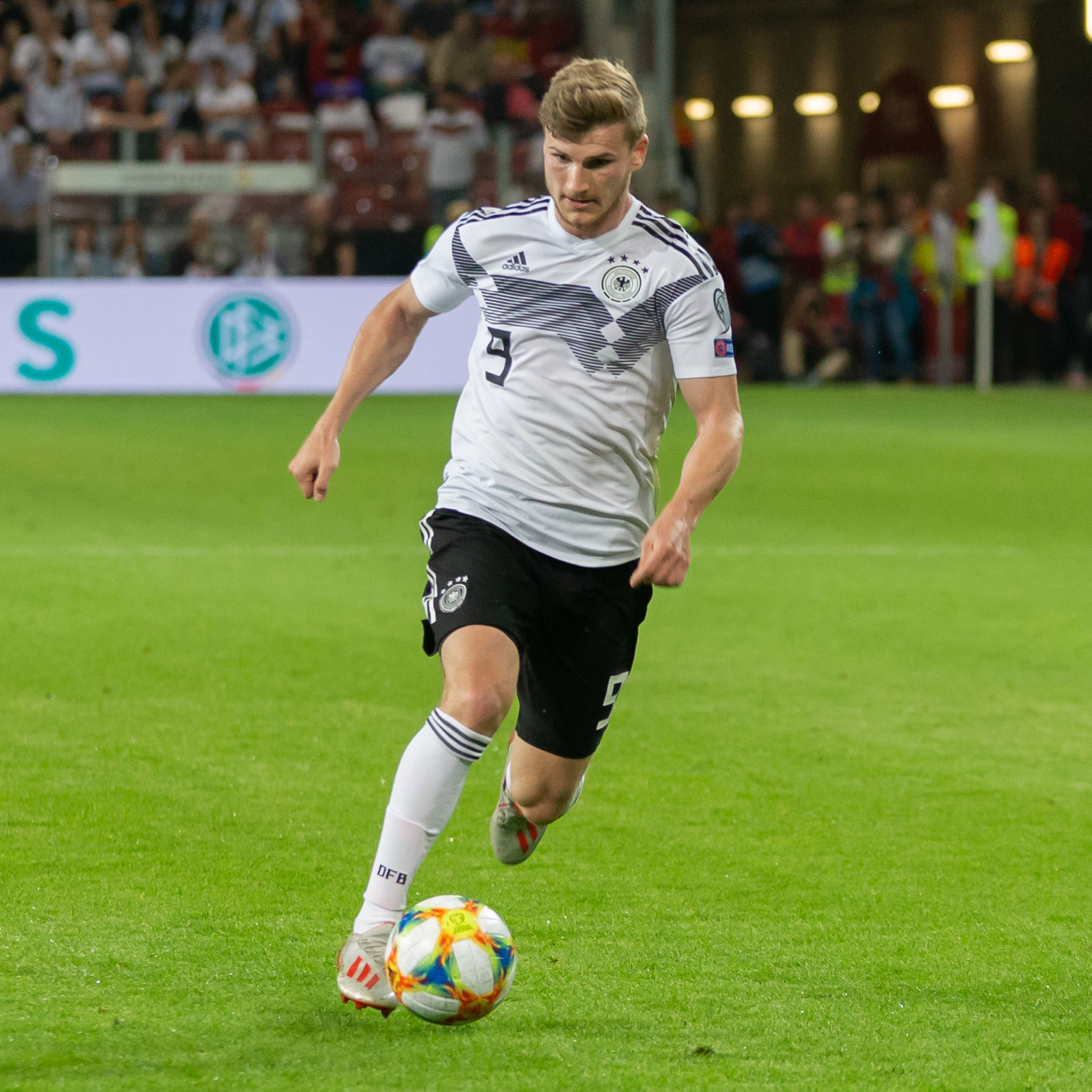
Werner với đội tuyển Đức năm 2019

Werner từng thi đấu cho các đội trẻ Đức, ở các cấp độ U-15, U-16, U-17, U-19 và U-21, ghi 34 bàn trong 48 trận. Năm 2010, anh lập hat-trick trong lần xuất hiện đầu tiên cho U-15 Đức trong trận đấu với Ba Lan. Hai năm sau, anh là một phần của đội tuyển U-17 Đức đạt danh hiệu Á quân tại Giải vô địch bóng đá U-17 châu Âu 2012. Năm 2015, anh cùng đội tuyển U-19 Đức tham dự Giải vô địch bóng đá U-19 châu Âu 2015 và ghi được một bàn thắng vào lưới U-19 Nga.
Năm 2017, Werner được huấn luyện viên đội tuyển quốc gia Đức Joachim Löw triệu tập cho trận đấu giao hữu với Anh và trận vòng loại World Cup 2018 với Azerbaijan vào tháng 3 năm 2017. Anh chính thức có lần đầu tiên khoác áo đội tuyển Đức ngày 22 tháng 3 năm 2017 trên sân Signal Iduna Park gặp đội tuyển Anh và ra sân ngay từ đầu. Anh cũng chính là cầu thủ đầu tiên trong lịch sử RB Leipzig được khoác áo Die Mannschaft.

### Confederations Cup 2017 và World Cup 2018
Vào ngày 17 tháng 5 năm 2017, Werner có tên trong đội hình đội tuyển Đức tham dự FIFA Confederations Cup 2017 được tổ chức tại Nga. Anh ra sân từ ghế dự bị thay cho Sandro Wagner trong trận mở màn của Đức tại giải đấu với Úc, trước khi có những bàn thắng đầu tiên cho đội tuyển quốc gia khi được chọn đá chính trận đấu cuối cùng tại vòng bảng với Cameroon vào ngày 25 tháng 6. Bốn ngày sau, Werner ghi bàn thắng thứ ba của Đức trong chiến thắng bán kết 4-1 trước México. Vào ngày 2 tháng 7 năm 2017, anh là người có đường chuyền quyết định để Lars Stindl ghi bàn thắng duy nhất trong trận chung kết với Chile. Với ba bàn thắng và hai pha kiến tạo, Werner đã được trao tặng danh hiệu Chiếc giày vàng của giải đấu.
Ngày 1 tháng 9 năm 2017, Werner ghi bàn mở tỉ số trong chiến thắng 2-1 trước Cộng hòa Séc tại vòng loại World Cup 2018. Ba ngày sau đó, anh lập cú đúp trong trận thắng đậm Na Uy 6-0 trên sân Mercedes-Benz Arena thành phố quê nhà Stuttgart.
Vào ngày 4 tháng 6 năm 2018, Werner đã được đưa vào đội hình 23 người cuối cùng của đội tuyển Đức đến Nga thi đấu tại World Cup 2018. Anh ra sân ngay từ đầu trận mở màn vòng bảng thua México 1-0 ngày 17 tháng 6. Anh thi đấu nổi bật trong cả hai trận đấu vòng bảng còn lại với Thụy Điển và Hàn Quốc nhưng không thể ghi bàn và Đức bị loại ở vòng bảng lần đầu tiên kể từ năm 1938.
Ngày 3 tháng 9 năm 2020, anh trở thành người ghi bàn đầu tiên cho đội tuyển Đức tại UEFA Nations League 2020-21 trong trận hòa 1-1 với Tây Ban Nha.

## Thống kê sự nghiệp

### Câu lạc bộ
Tính đến ngày 26 tháng 2 năm 2025
| Câu lạc bộ               | Mùa giải            | Giải đấu            | Giải đấu | Giải đấu | Cúp quốc gia | Cúp quốc gia | Cúp liên đoàn | Cúp liên đoàn | Châu Âu | Châu Âu | Khác | Khác | Tổng cộng | Tổng cộng |
| Câu lạc bộ               | Mùa giải            | Hạng đấu            | !Trận    | Bàn      | Trận         | Bàn          | Trận          | Bàn           | Trận    | Bàn     | Trận | Bàn  | Trận      | Bàn       |
| ------------------------ | ------------------- | ------------------- | -------- | -------- | ------------ | ------------ | ------------- | ------------- | ------- | ------- | ---- | ---- | --------- | --------- |
| VfB Stuttgart            | 2013–14             | Bundesliga          | 30       | 4        | 2            | 0            | —             | —             | 2       | 0       | —    | —    | 34        | 4         |
| VfB Stuttgart            | 2014–15             | Bundesliga          | 32       | 3        | 1            | 0            | —             | —             | —       | —       | —    | —    | 33        | 3         |
| VfB Stuttgart            | 2015–16             | Bundesliga          | 33       | 6        | 3            | 1            | —             | —             | —       | —       | —    | —    | 36        | 7         |
| VfB Stuttgart            | Tổng cộng           | Tổng cộng           | 95       | 13       | 6            | 1            | —             | —             | 2       | 0       | —    | —    | 103       | 14        |
| VfB Stuttgart II         | 2013–14             | 3. Liga             | 1        | 1        | —            | —            | —             | —             | —       | —       | —    | —    | 1         | 1         |
| RB Leipzig               | 2016–17             | Bundesliga          | 31       | 21       | 1            | 0            | —             | —             | —       | —       | —    | —    | 32        | 21        |
| RB Leipzig               | 2017–18             | Bundesliga          | 32       | 13       | 2            | 1            | —             | —             | 11      | 7       | —    | —    | 45        | 21        |
| RB Leipzig               | 2018–19             | Bundesliga          | 30       | 16       | 4            | 3            | —             | —             | 3       | 0       | —    | —    | 37        | 19        |
| RB Leipzig               | 2019–20             | Bundesliga          | 34       | 28       | 3            | 2            | —             | —             | 8       | 4       | —    | —    | 45        | 34        |
| RB Leipzig               | Tổng cộng           | Tổng cộng           | 127      | 78       | 10           | 6            | —             | —             | 22      | 11      | —    | —    | 159       | 95        |
| Chelsea                  | 2020–21             | Premier League      | 35       | 6        | 4            | 1            | 1             | 1             | 12      | 4       | —    | —    | 52        | 12        |
| Chelsea                  | 2021–22             | Premier League      | 21       | 4        | 5            | 2            | 4             | 1             | 5       | 4       | 2    | 0    | 37        | 11        |
| Chelsea                  | Tổng cộng           | Tổng cộng           | 56       | 10       | 9            | 3            | 5             | 2             | 17      | 8       | 2    | 0    | 89        | 23        |
| RB Leipzig               | 2022–23             | Bundesliga          | 27       | 9        | 5            | 5            | —             | —             | 8       | 2       | —    | —    | 40        | 16        |
| RB Leipzig               | 2023–24             | Bundesliga          | 8        | 2        | 1            | 0            | —             | —             | 4       | 0       | 1    | 0    | 14        | 2         |
| RB Leipzig               | 2025–26             | Bundesliga          | 0        | 0        | 0            | 0            | —             | —             | —       | —       | —    | —    | 0         | 0         |
| RB Leipzig               | Tổng cộng           | Tổng cộng           | 35       | 11       | 6            | 5            | —             | —             | 12      | 2       | 1    | 0    | 54        | 18        |
| Tottenham Hotspur (mượn) | 2023–24             | Premier League      | 13       | 2        | 1            | 0            | —             | —             | —       | —       | —    | —    | 14        | 2         |
| Tottenham Hotspur (mượn) | 2024–25             | Premier League      | 18       | 0        | 1            | 0            | 3             | 1             | 5       | 0       | —    | —    | 27        | 1         |
| Tottenham Hotspur (mượn) | Tổng cộng           | Tổng cộng           | 31       | 2        | 2            | 0            | 3             | 1             | 5       | 0       | —    | —    | 41        | 3         |
| Tổng cộng sự nghiệp      | Tổng cộng sự nghiệp | Tổng cộng sự nghiệp | 345      | 115      | 33           | 15           | 8             | 3             | 58      | 21      | 3    | 0    | 447       | 154       |

1. ↑  Bao gồm DFB-Pokal, FA Cup
2. ↑  Bao gồm EFL Cup
3. 1 2 3  Số lần ra sân tại UEFA Europa League
4. ↑  Sáu lần ra sân và ba bàn thắng tại UEFA Champions League, năm lần ra sân và bốn bàn thắng tại UEFA Europa League
5. 1 2 3 4 5  Số lần ra sân tại UEFA Champions League
6. ↑  Một lần ra sân tại UEFA Super Cup, một lần ra sân tại FIFA Club World Cup
7. ↑  Ra sân tại DFL-Supercup

### Đội tuyển quốc gia
Tính đến 28 tháng 3 năm 2023
| Đội tuyển quốc gia | Năm       | Trận | Bàn |
| ------------------ | --------- | ---- | --- |
| Đức                |           |      |     |
| 2017               | 10        | 7    |     |
| 2018               | 13        | 2    |     |
| 2019               | 6         | 2    |     |
| 2020               | 6         | 4    |     |
| 2021               | 12        | 6    |     |
| 2022               | 8         | 3    |     |
| 2023               | 2         | 0    |     |
| Tổng cộng          | Tổng cộng | 57   | 24  |

### Bàn thắng quốc tế
Tính đến ngày 28 tháng 3 năm 2023.
| #  | Ngày                 | Địa điểm                                  | Trận thứ | Đối thủ       | Bàn thắng | Kết quả | Giải đấu                    |
| -- | -------------------- | ----------------------------------------- | -------- | ------------- | --------- | ------- | --------------------------- |
| 1  | 25 tháng 6 năm 2017  | Sân vận động Olympic Fisht, Sochi, Nga    | 4        | Cameroon      | 2–0       | 3–1     | Confed Cup 2017             |
| 2  | 25 tháng 6 năm 2017  | Sân vận động Olympic Fisht, Sochi, Nga    | 4        | Cameroon      | 3–1       | 3–1     | Confed Cup 2017             |
| 3  | 29 tháng 6 năm 2017  | Sân vận động Olympic Fisht, Sochi, Nga    | 5        | México        | 3–0       | 4–1     | Confed Cup 2017             |
| 4  | 1 tháng 9 năm 2017   | Eden Arena, Praha, Cộng hòa Séc           | 7        | Séc           | 1–0       | 2–0     | Vòng loại World Cup 2018    |
| 5  | 4 tháng 9 năm 2017   | Mercedes-Benz Arena, Stuttgart, Đức       | 8        | Na Uy         | 3–0       | 6–0     | Vòng loại World Cup 2018    |
| 6  | 4 tháng 9 năm 2017   | Mercedes-Benz Arena, Stuttgart, Đức       | 8        | Na Uy         | 4–0       | 6–0     | Vòng loại World Cup 2018    |
| 7  | 14 tháng 11 năm 2017 | RheinEnergieStadion, Köln, Đức            | 10       | Pháp          | 1–1       | 2–2     | Giao hữu                    |
| 8  | 8 tháng 6 năm 2018   | BayArena, Leverkusen, Đức                 | 13       | Ả Rập Xê Út   | 1–0       | 2–1     | Giao hữu                    |
| 9  | 19 tháng 11 năm 2018 | Veltins-Arena, Gelsenkirchen, Đức         | 23       | Hà Lan        | 1–0       | 2–2     | UEFA Nations League 2018–19 |
| 10 | 11 tháng 6 năm 2019  | Opel Arena, Mainz, Đức                    | 25       | Estonia       | 7–0       | 8–0     | Vòng loại Euro 2020         |
| 11 | 13 tháng 10 năm 2019 | A. Le Coq Arena, Tallinn, Estonia         | 28       | Estonia       | 3–0       | 3–0     | Vòng loại Euro 2020         |
| 12 | 3 tháng 9 năm 2020   | Mercedes-Benz Arena, Stuttgart, Đức       | 30       | Tây Ban Nha   | 1–0       | 1–1     | UEFA Nations League 2020–21 |
| 13 | 13 tháng 10 năm 2020 | RheinEnergieStadion, Köln, Đức            | 33       | Thụy Sĩ       | 1–1       | 3–3     | UEFA Nations League 2020–21 |
| 14 | 14 tháng 11 năm 2020 | Red Bull Arena, Leipzig, Đức              | 34       | Ukraina       | 2–1       | 3–1     | UEFA Nations League 2020–21 |
| 15 | 14 tháng 11 năm 2020 | Red Bull Arena, Leipzig, Đức              | 34       | Ukraina       | 3–1       | 3–1     | UEFA Nations League 2020–21 |
| 16 | 7 tháng 6 năm 2021   | Merkur Spiel-Arena, Düsseldorf, Đức       | 39       | Latvia        | 6–0       | 7–1     | Giao hữu                    |
| 17 | 2 tháng 9 năm 2021   | Kybunpark, St. Gallen, Thụy Sĩ            | 43       | Liechtenstein | 1–0       | 2–0     | Vòng loại World Cup 2022    |
| 18 | 5 tháng 9 năm 2021   | Mercedes-Benz Arena, Stuttgart, Đức       | 44       | Armenia       | 4–0       | 6–0     | Vòng loại World Cup 2022    |
| 19 | 8 tháng 9 năm 2021   | Laugardalsvöllur, Reykjavík, Iceland      | 45       | Iceland       | 4–0       | 4–0     | Vòng loại World Cup 2022    |
| 20 | 11 tháng 10 năm 2021 | Toše Proeski Arena, Skopje, Bắc Macedonia | 47       | Bắc Macedonia | 2–0       | 4–0     | Vòng loại World Cup 2022    |
| 21 | 11 tháng 10 năm 2021 | Toše Proeski Arena, Skopje, Bắc Macedonia | 47       | Bắc Macedonia | 3–0       | 4–0     | Vòng loại World Cup 2022    |
| 22 | 26 tháng 3 năm 2022  | Rhein-Neckar-Arena, Sinsheim, Đức         | 48       | Israel        | 2–0       | 2–0     | Giao hữu                    |
| 23 | 14 tháng 6 năm 2022  | Borussia-Park, Mönchengladbach, Đức       | 53       | Ý             | 4–0       | 5–2     | UEFA Nations League 2022–23 |
| 24 | 14 tháng 6 năm 2022  | Borussia-Park, Mönchengladbach, Đức       | 53       | Ý             | 5–0       | 5–2     | UEFA Nations League 2022–23 |

## Danh hiệu
Chelsea
- UEFA Champions League: 2020–21
- UEFA Super Cup: 2021
- FIFA Club World Cup: 2021

RB Leipzig
- DFB-Pokal: 2022–23
- DFL-Supercup: 2023

Tottenham Hotspur
- UEFA Europa League: 2024–25

Đức
- FIFA Confederations Cup: 2017